# Loose (Kent)
Loose – wieś w Anglii, w hrabstwie Kent, w dystrykcie Maidstone. Leży 4 km na południe od miasta Maidstone i 54 km na południowy wschód od centrum Londynu.